# Droga wojewódzka 858
Die Droga wojewódzka 858 (DW858) ist eine 76,5 Kilometer lange Droga wojewódzka (Woiwodschaftsstraße) in der Woiwodschaft Karpatenvorland und der Woiwodschaft Lublin in Polen. Die Strecke in den Powiaten Niżański, Biłgorajski und Zamojski verbindet die Landesstraße DK19 mit der DK74 und eine weitere Woiwodschaftsstraße.

## Streckenverlauf
Woiwodschaft Karpatenvorland, Powiat Niżański
-  Zarzecze (DK19)
-  Dąbrowica
-  Banachy

Woiwodschaft Lublin, Powiat Biłgorajski
-  Biłgoraj (DW835)
-  Biłgoraj (DW835)

Woiwodschaft Lublin, Powiat Zamojski
-  Zwierzyniec
-  Szczebrzeszyn (DK74)